# Joris van Spielbergen

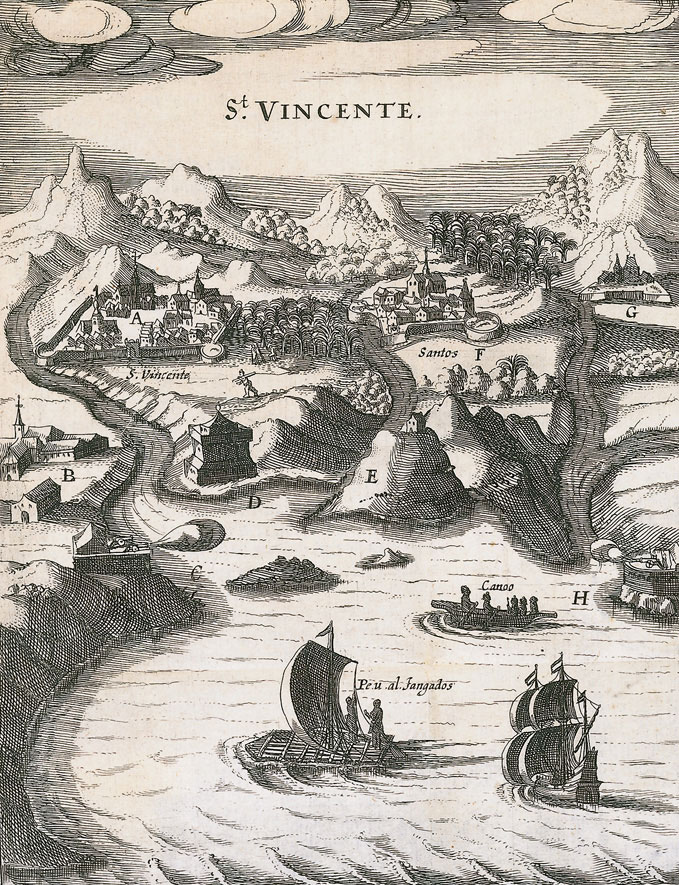
A baixada santista, na Capitania de São Vicente (1624).

Joris van Spielbergen (século XVI - século XVII) foi um navegador neerlandês.
Comandou a segunda viagem de circum-navegação neerlandesa, entre 1614 e 1618. A expedição aportou em Cabo Frio, ilha Grande e São Vicente, enfrentando resistência portuguesa ao tentar reabastecer nesta última (3 de fevereiro de 1615).
Na edição de 1648 do livro (publicado inicialmente em 1621 por Ian Ianst em Amesterdão) e intitulado "Miroir Oost & West-Indical", a narrativa de Spielbergen é ilustrada por pormenorizada gravura de São Vicente, que retrata os incidentes ocorridos em Santos. Apesar de suas imprecisões, a imagem descreve os contornos da baía, os rios, as fortificações e o casario.